# House of the Dead: Scarlet Dawn
House of the Dead: Scarlet Dawn es el sexto juego de la franquicia publicada por Sega en el año 2018. Este juego vendría a completar los espacios vacíos de historia después de The House of the Dead 4 y antes de The House of the Dead III, 
con una jugabilidad parecida a The House of the Dead Overkill. La "mecánica del rescate" regresará, junto con las apariciones de civiles, y algunos jefes ya presentados anteriormente en la franquicia...

## Trama
En 2006, tres años después del heroico sacrificio de James Taylor al final de The House of the Dead 4, su excompañera, Kate Green, une fuerzas con el hermano menor de James, Ryan Taylor , en una misión secreta dentro de un evento en La Mansión del Espantapájaros, hasta que "El Hombre Misterioso" (que debutó en THOTD III y THOTD IV & SPecial) desata su propio ejército de criaturas sobre los invitados a la cena, y pronto al mundo. Esta saga es una de las pocas donde el Agente veterano de la AMS "G" no está presente ni en forma de flashback.

## Personajes
- Ryan Taylor
- Kate Green
- Thornheart

## Jefes
- Chariot
- Pristess
- Hangedman
- Moon

- Datos: Q50333282